# Люксембург на летних Олимпийских играх 1928
Люксембург принимал участие в Летних Олимпийских играх 1928 года в Амстердаме (Северная Голландия, Нидерланды) в пятый раз за свою историю, но не завоевал ни одной медали в спортивных состязаниях; однако представитель Люксембурга завоевал медаль в проводившихся в рамках Олимпиады конкурсах искусств.
Участвовали 48 спортсменов, 46 мужчин и 2 женщины, принявшие участие в 31 состязании в 10 видах спорта.

## Участники по видам спорта

### Бокс
- Джин Киффер
Наилегчайший вес: 17 место.

- Матиас Санкассиани
Легкий вес: 9 место.

- Альберт Нусс
Полусредний вес: 17 место.

- Жорж Пиксиус
Средний вес: 9 место.

- Джин Велтер-старший
Полутяжелый вес: 9 место.

### Борьба
- Джордж Миллер
Легчайший вес, греко-римская борьба: 14 место.

- Адольф Дюмон
Легкий вес, греко-римская борьба: 13 место.

- Эмиль Франц
Средний вес, греко-римская борьба: 13 место.

### Водное поло
- Мужская сборная
9 место

- Состав
Жорж Бауэр
Виктор Клес
Эжен Куборн
Феликс Унден
Жюль Штаудт
Бойти Штаудт
Чарльз Мерш

### Велоспорт
- Жан Пьер Мюллер
Шоссейная гонка, индивидуальная: 34 место.
Шоссейная гонка, команда: 10 место.

- Норберт Синнер
Шоссейная гонка, индивидуальная: 40 место.
Шоссейная гонка, команда: 10 место.

- Жан Альфонсетти
Шоссейная гонка, индивидуальная гонка: 42 место.
Шоссейная гонка, команда: 10 место.

- Альберт Пеш
Шоссейные гонки, индивидуальные: DNF

### Гимнастика
- Матиас Логелин
Личное многоборье: 42 место.
Командное многоборье: 9 место.
Брусья: 37 место.
Конный прыжок: 53 место.
Высокая планка: 28 место
Кольца: 53 место
Конь: 62 место.

- Ник Розер
Личное многоборье: 49 место.
Командное многоборье: 9 место.
Брусья: 60 место.
Конный прыжок: 32 место.
Высокая планка: 45 место
Кольца: 49 место
Конь: 39 место.

- Франц Зоуанг
Личное многоборье: 55 место.
Командное многоборье: 9 место.
Брусья: 59 место
Конный прыжок: 57 место.
Высокая планка: 57 место
Кольца: 54 место
Конь: 51 место.

- Жан-Пьер Урбинг
Личное многоборье: 68 место.
Командное многоборье: 9 место.
Брусья: 68 место
Конный прыжок: 77 место.
Высокая планка: 73 место
Ринги: 66 место
Конь: 64 место.

- Эдуард Гретен
Личное многоборье: 70 место.
Командное многоборье: 9 место.
Брусья: 68 место
Конный прыжок: 65 место.
Высокая планка: 81 место
Ринги: 65 место
Конь: 65 место.

- Джози Штаудт
Личное многоборье: 74 место.
Командное многоборье: 9 место.
Брусья: 72 место.
Конный прыжок: 58 место.
Высокая планка: 80 место
Кольца: 58 место
Конь: 83 место.

- Матиас Эранг
Личное многоборье: 77 место.
Командное многоборье: 9 место.
Брусья: 64 место
Прыжок с лошади: 74 место.
Высокая планка: 82 место
Кольца: 69 место
Конь: 79 место.

- Альберт Нейман
Личное многоборье: 80 место.
Командное многоборье: 9 место.
Брусья: 67 место
Конный прыжок: 39 место.
Высокая планка: 75 место
Кольца: 72 место
Конь: 86 место.

### Лёгкая атлетика
- Фриц Эйшен
100 метров
400 метров

- Жан Мулен
100 метров
200 метров

- Жорж Шмит
100 метров

- Луи Шмит
800 метров

### Плавание
- Эжен Куборн
100 метров на спине

- Мари-Жанна Бернар
Женщины, 100 метров на спине.

- Вирджини Рауш
Женщины, 200 метров брассом.

### Тяжёлая атлетика
- Менотти Поццаккио
Легкий вес: 13 место.

- Франсуа Бремер
Средний вес: Нет результата

- Ник Шейтлер
Полутяжелый вес: 14 место.

### Футбол
- Мужская сборная
9 место

- Состав
Альберт Ройтер
Бернард Фишер
Эмиль Кольб
Франсуа Вебер
Вилли Шютц
Анри Шарри
Йос Кирпес
Жан-Пьер Вайсгербер
Ники Кирш
Пол Файерштейн
Роберт Тайссен

## Медалисты
| Медаль | Медалист  | Вид                | Произведение |
| ------ | --------- | ------------------ | ------------ |
| Золото | Жан Якоби | Рисунки и акварели | «Регби»      |